# Кравник весняний
Кравник весняний (Odontites vernus) — вид трав'янистих рослин родини вовчкові (Orobanchaceae), поширений у Європі, Туреччині й Вірменії.

## Опис
Напівпаразит, Однорічна рослина 15–30 см заввишки. Стержневий корінь короткий. Стебло 4-кутове, тонкошерсте, червонувате, спочатку без гілок, на початку осені прикореневі й середні частини рясно й довго розгалужені, гілки вигнуті від основи, квітучі. Листки супротивні, безчерешкові, довші ніж стеблові міжвузля; листові пластини від вузько-яйцеподібних до вузьколанцетних, зі звуженим кінчиком, з обох сторін жорстко волохатий, з порізаним неглибоким зубчастим краєм. Приквітки часто червонуваті. Суцвіття одностороннє, довге, розріджене. Віночок має тільки одну площину симетрії, червоний, ≈10 мм завдовжки, з довгою трубкою, волохатий. Верхня губа із зубчастим, опуклим кінцем; нижня губа 3-лопатева; центральна частка із зубчастим кінчиком, бічні пелюстки округлої верхівки. Чашечка широко дзвоноподібна, 4-лопатева, частки вузькі, конічні. Тичинок 4. Плід довгий, коричневий, волохатий, ≈5.5 мм завдовжки, зазвичай такої ж довжини, як чашечка, коробочка відкривається вздовж швів.

## Поширення
Поширений у Європі, Туреччині й Вірменії.
В Україні вид зростає в посівах і на луках — Закарпатська обл., Берегівський р-н, с. Косині, Івано-Франківська обл. (Яремчанський р-н, смт Ворохта) та Львівська обл. Бур'ян.